# ミクロ経済学
ミクロ経済学（ミクロけいざいがく、英: microeconomics）は、経済学の分野であり、消費者（家計）、生産者（企業）が経済的な取引を行う市場に着目するものである。微視経済学あるいは微視的経済学とも訳される。個人、家計、企業、政府がどのように選択を行うのかということを研究対象とする。
経済全体の動向に着目し分析するマクロ経済学と併せて経済学を構成している分野となる。

## 主要理論
一般に、価格理論、ゲーム理論、契約理論の三分野がミクロ経済学の主要分野とされる。

### 価格理論

#### 消費者理論
消費者（家計）の行動について考える。財の消費量の組み合わせに対する消費者の好みが、選好、効用関数、無差別曲線といった形で、数学的に定式化される。予算制約のもとで、効用を最大にする消費量の組が選択されると考えられる（効用最大化）。効用最大化の結果得られる最適な消費量を需要量と言う。需要量は財の価格の組と消費者の所得に依存しており、価格の組と所得に対し、そのもとでの需要量を対応付ける関数を需要関数と言う。当該財の価格と需要量の関係を描いたグラフを需要曲線と言う。
（財がギッフェン財でない限り、）当該財の価格が上昇すれば需要量は減少する。これを需要法則と言う。図の上では、需要曲線は右下がりになる。

#### 生産者理論
生産者（企業）の行動について考える。労働や資本といった財の生産に必要なものを要素と言う。要素の投入量の組み合わせとそのもとで生産可能な財の生産量の組み合わせの関係が、生産者の技術に他ならない。生産者の技術が、生産関数といった形で、数学的に定式化される。生産関数に含まれる財の生産量の組と要素の投入量の組のうち、利潤を最大化するものが選択されると考えられる（利潤最大化）。利潤最大化の結果得られる最適な生産量を供給量と言う。供給量は財と要素の価格の組に依存しており、価格の組に対し、そのもとでの供給量を対応付ける関数を供給関数と言う。当該財の価格と供給量の関係を描いたグラフを供給曲線と言う。当該財の価格が上昇すれば供給量は増加する。これを供給法則と言う。図の上では、供給曲線は右上がりになる。

#### 均衡理論
ある特定の財の市場に注目する。ある価格のもとで需要量が供給量を上回っているとき、その財は品不足の状態であり、価格が上昇すると考えられる。ある価格のもとで供給量が需要量を上回っているとき、その財は売れ残りの状態であり、価格が下落すると考えられる。こうした調整の結果、需要量と供給量が一致する価格が実現すると考えられる。こうした状態を均衡と言う。図の上では、均衡は需要曲線と供給曲線の交点で表される。以上のことは、ある特定の市場にのみ注目した分析で、部分均衡分析と呼ばれる。すべての財の市場を同時に扱う分析を一般均衡分析と言い、一般均衡分析においても、すべての財の需給が一致するよう価格の組が調整される。
均衡で実現する資源配分は、パレート効率的であることが示される（厚生経済学の基本定理）。
ただし、この定理が成り立つには、以下のような条件が必要になる。
- どの経済主体も価格に対して影響を与えることがない（完全競争）。
- どの経済主体も財について同じ情報を持っている（対称性）。
- どの経済主体も市場を通さず他の経済主体に影響を与えることがない（外部性、公共財が存在しない）。

これらの条件の1つでも成り立たないと、市場で実現する資源配分が非効率になりうる（市場の失敗）。
市場の失敗が生じる場合は、政府には、市場に介入することで非効率を是正することが求められる。

### ゲーム理論
価格理論では、経済主体は価格受容者として行動し、技術的外部性も仮定されていなかった。
それに対して、ゲーム理論では、各経済主体間での金銭的外部性や技術的外部性が仮定される。すなわち、経済主体が互いに影響を与える状況が想定される。

#### 標準形ゲーム
経済主体が互いに影響を与え合う状況の定式化のうち、最も基本的なものが標準形ゲームと呼ばれるものである。標準形ゲームは、プレイヤー、各プレイヤーの戦略の集合、各プレイヤーの利得関数と呼ばれるものからなる。プレイヤーは意思決定主体のことである。各プレイヤーは戦略という選択肢を持っている。各プレイヤーの利得関数とは、戦略の集合のカルテシアン積上に定義される実数値関数のことで、戦略の組に対する当該プレイヤーの選好を表したものである。

#### ナッシュ均衡
どのプレイヤーも自分だけが戦略をどのように変えても、自分の利得を変えることができない戦略の組をナッシュ均衡と言う。ナッシュ均衡は、標準形ゲームで実現する状態として、広く受け入れられている。ナッシュ均衡は必ずしもパレート効率的ではなく、価格理論における厚生経済学の第1基本定理と対照をなしている。

## 学術雑誌
- Journal of Economic Theory（英語版）
- 理論経済学
- Games and Economic Behavior（英語版）
- American Economic Journal: Microeconomics（英語版）
- Economic Theory（英語版）
- Journal of Mathematical Economics（英語版）
- Social Choice and Welfare（英語版）
- International Journal of Game Theory（英語版）

### 関連分野
- 計量経済学
- 実験経済学
- 公共経済学
- 国際経済学
- 労働経済学
- 金融経済学

### 価格理論
- 財 - 希少性 - 機会費用
- 選好 - 効用 - 無差別曲線 - 限界代替率
- 効用最大化 - 需要関数
- 生産集合 - 生産関数 - 費用曲線
- 利潤最大化 - 供給関数
- 一般均衡 - 需要と供給
- パレート効率性 - 余剰 - 消費者余剰 - 生産者余剰
- 市場の失敗 - 不完全競争 - 情報の非対称性 - 外部性 - 公共財

### ゲーム理論
- 標準形ゲーム - ナッシュ均衡
- 展開形ゲーム - 部分ゲーム完全均衡
- 提携形ゲーム - コア - シャプレー値